# Microtomarctus conferta
Microtomarctus conferta è un mammifero carnivoro estinto, appartenente ai canidi. Visse nel Miocene inferiore/medio (circa 17 – 13 milioni di anni fa) e i suoi resti fossili sono stati ritrovati in Nordamerica.

## Descrizione
La caratteristica più saliente di questo animale era la piccola taglia, soprattutto se rapportata a quella di animali simili come Tomarctus. Microtomarctus non doveva superare la taglia di una volpe. Il cranio era leggermente accorciato, con una corta fossa temporale; il muso era relativamente corto e i premolari erano molto ravvicinati. Oltre alla piccola taglia, Microtomarctus si distingueva da altre forme simili come Psalidocyon, Cynarctus e Metatomarctus a causa della cresta nucale espansa posteriormente, che si espandeva verso il condilo occipitale. In vista posteriore questa cresta era di forma quadrangolare. I due canini superiori, inoltre, erano di piccole dimensioni.

## Classificazione
Descritto per la prima volta da Matthew nel 1918 sotto il nome specifico di Tephrocyon conferta, questo animale è noto per numerosi fossili ritrovati in varie località degli Stati Uniti (Nuovo Messico, Nevada, California, Nebraska, Colorado, Texas) in terreni dell'Hemingfordiano e del Barstoviano. Una riclassificazione dei canidi fossili nordamericani (Wang et al., 1999) ha determinato che Tephrocyon conferta doveva appartenere a un genere a sé stante, Microtomarctus, dalle dimensioni più piccole rispetto alle altre forme simili. Microtomarctus era un rappresentante dei borofagini, un gruppo di canidi dal cranio corto e robusto. Questo genere, in particolare, sembra essere derivato da forme primitive come Psalidocyon, mentre potrebbe essere ancestrale a forme come Protomarctus e Tomarctus. 